# Mátyás Balogh
Mátyás László Balogh (* 5. Oktober 1999 in Budapest) ist ein ungarischer Bogenschütze.

## Karriere
Mátyás Balogh nahm an den Olympischen Spielen 2020 in Tokio teil. Im Einzelwettbewerb schied Balogh gegen den Südkoreaner Kim Woo-jin in der ersten Runde aus.